# Haslach im Kinzigtal
Haslach im Kinzigtal (Alemannic thấp: Haaslä) là một thị trấn thuộc huyện Ortenaukreis, bang Baden-Württemberg. Nơi đây nằm ở trong núi Rừng Đen, tây nam nước Đức. Năm 2015, dân số thị trấn là 6,893 người.